# Yvette Duval
Yvette Duval   (Oujda, 28 d'abril de 1931 - 12è districte de París, 8 de novembre de 2006) va ser una universitària i historiadora francesa.

## Biografia
De família jueva d'origen marroquí i algerià, va estudiar a Rabat, al liceu Fénelon i a l'Escola normal superior de noies. Va obtenir les oposicions a professora d'història (agrégation) el que li va permetre de fer carrera a la universitat Lille-III i, a continuació, a la universitat Paris-Nanterre, on fou ajudant d'André Chastagnol.

## Recerca
Primer com a associada i després com a professora a la Universitat París-Est-Créteil-Val-de-Marne va fundar el « Grup d'investigacions sobre la història del cristianisme de l'Antiguitat i la Alta Edat Mitjana ». També va ser professora convidada a diverses universitats europees i nord-americanes i membre de la Comitè dels treballs històrics i científics entre 1983 i 1989. Duval va començar a treballar en la seva tesi el 1965 sota Henri-Irénée Marrou i va obtenir el seu doctorat poc després de la seva mort el 1977 sota la supervisió de Charles Pietri; va ser publicat cinc anys després com a «Loca sanctorum Africae. El culte als màrtirs a Àfrica des del segle IV fins al segle VII».
El 1971, va ser convidada a ajudar a establir el Departament d'Història de la Universitat de París-Est-Créteil-Val-de-Marne, on aviat va ser nomenada professora. Va romandre fins a la seva jubilació i va ser elegida per servir al Conseil National des Universités i va supervisar almenys tres tesis doctorals. Com a emèrita, la seva recerca ha girat entorn dels inicis del cristianisme.

## Vida privada
Yvette Benchettrit es va casar l'any 1954 amb l'historiador Noël Duval, mort al desembre 2018.

## Guardons
- Chevalier de la Légion d'honneur ;
- Officier de l'Ordre des Arts et des Lettres.

## Publicacions
- 1981 : La mosaïque tardive d'Afrique [sous la dir. de], Paris, Université de Paris-Val-de-Marne.
- 1982 : Loca sanctorum Africae. Le culte des martyrs en Afrique du Plantilla:Sp-, Rome, Collection de l'École française de Rome, 2 vol.[9]
- 1986 : L'Inhumation privilégiée du IVe au VIIIe siècle en Occident [sous la dir. de], Paris, De Boccard.
- 1986 : Topographie chrétienne des cités de la Gaule, des origines au milieu du VIIIe siècle : Provinces ecclésiastiques d'Aix et d'Embrun [sous la dir. de], Paris, De Boccard.
- 1988 :  Auprès des saints, corps et âme. L'inhumation « ad sanctos » dans la chrétienté d'Orient et d'Occident du IIIe au VIIe siècle, Paris, Collection des Études Augustiniennes.[10]
- 1992 : Institutions, société et vie politique dans l'empire romain au IVe siècle après J.-C. [sous la dir. de], Rome, Collection de l'École française de Rome.
- 1995 : Lambèse chrétienne, la gloire et l'oubli. De la Numidie romaine à l'Ifrîqiya, Paris, Collection des Études Augustiniennes.
- 2000 : Chrétiens d'Afrique à l'aube de la paix constantinienne : Les premiers échos de la grande persécution, Paris, Collection des Études Augustiniennes.
- 2005 : Les chrétientés d'Occident et leurs évêques au IIIe siècle, Paris, Collection des Études Augustiniennes.[11]